# Riu Innoko
L'Innoko és un riu de l'oest d'Alaska. El riu neix a Cloudy Mountain a les muntanyes Kuskokwim, per dirigir-se primer cap al nord i després cap al sud-oest fins a unir-se al riu Yukon un cop passat Holy Cross.
El riu té uns 805 km de llargada. La part superior del riu forma part de l'Innoko National Wildlife Refuge.
El seu nom és com probablement anomenaven els Deg Hit'an al riu. L'administració colonial russa també anomenà el riu Shiltonotno, Legon o Tlegon, Chagelyuk o Shageluk i Ittege.

## Principals afluents
- Paimiut Slough
  - Reindeer River
- Iditarod River
  - Yetna River
  - First Chance Creek
- Mud River
- Dishna River
  - Coffee Creek
  - Tolstoi Creek
    - Madison Creek
    - Mastodon Creek
      - Hurst Creek
- Taft Creek
- Finland Creek
- Scandinavian Creek
- North Fork Innoko River
  - Tango Creek
  - West Fork North Fork Innoko River
- Colorado Creek